# ペギー・リプトン
マーガレット・アン・“ペギー”・リプトン（Margaret Ann "Peggy" Lipton、1946年8月30日 - 2019年5月11日）はアメリカ合衆国の女優で元モデル。たちまちの間に成功を収め、カウンターカルチャーテレビ番組『モッズ特捜隊』（1968年9月 - 1973年3月）のフラワーチャイルド、ジュリー・バーンズ役で最も知られている。
デヴィッド・リンチのシュールの『ツイン・ピークス』のノーマ・ジェニングスとしての人気役以来、多数のテレビシリーズに主演しており、リプトンはテレビ、映画、ステージで40年以上のキャリアがある。
ミュージシャンでプロデューサーであるクインシー・ジョーンズと結婚した。二人の間には2人の娘、ラシダ・ジョーンズとキダーダ・ジョーンズがおり、二人とも女優である。

## 幼少期と教育
1946年8月30日にニューヨークで生まれたペギー・リプトンは中流上層階級のユダヤ人家庭で裕福に育てられた。両親は法人顧問弁護士の父、ハロルド・リプトンとアーティスト（画家）の母、リタ・ベンソンである。父方の祖父母はロシア系ユダヤ人で、母親は、東欧から移住したユダヤ人の両親の間にアイルランドのダブリンで生まれた。リプトンは、後に俳優となった兄のロバートと、ケネスと一緒にロングアイランドで育った。彼女は、ローレンス・ジュニアハイスクールとプロフェッショナル・チルドレンズ・スクールで学んだ。
叔父の性的虐待により、リプトンは神経質で内気な子供であった。時に自分の名前を言う妨げとなるどもりがあった。1964年、家族はロスアンゼルスに転居した。ペギーはトパンガ・キャニオン・ヒッピーとなり、瞑想とヨガに没頭して、1968年までライスケーキとカッテージチーズで暮らしていた。
少女時代、アラン・フリードやマレイ・ザ・K、“ジョッコ”・ヘンダーソンなどがDJを務めるニューヨークのラジオ番組から流れるドゥーワップ、ロックンロール、R&Bを聴き、ブルックリン・パラマウント・シアターにアラン・フリードのR&Rショーを観に行っていた。

## キャリア
父親がニューヨークでの初めてのモデルの仕事をアレンジし、母は一方で演技のレッスンを受けることを勧めていた。15歳の時にフォードエージェンシーのモデルとなり、初期の成功的なキャリアに恵まれた。
1964年、両親と共にロサンゼルスに転居後、リプトンはユニバーサル・ピクチャーズと契約を結んだ。19歳の時にNBCのホームコメディ、『ジョン・フォーサイス・ショー』（1965年）でテレビデビューを果たした。1965年から1968年の間に、次のシリーズのエピソードに出演した：『奥様は魔女』、『バージニアン』、『インベーダー』、『The Road West』、『FBIアメリカ連邦警察』、ウォルト・ディズニー『Willie and the Yank』、『アルフレッド・ヒッチコック・アワー』、『ミスター・ノヴァック』。リプトンは『モッズ特捜隊』でスターへの地位を高めた。浮浪人のように無防備に主演し、デイヴィッド・ハッチングスが書いたように、折れた翼を持ったジュリー・バーンズのカナリアとしての演技で、役柄を演じている間にエミー賞に4部門、ゴールデングローブ賞で4部門にノミネートされた。1971年、ゴールデングローブ賞ドラマ部門で最優秀女優賞を獲得した。スリム、長いストレートのアッシュブロンドヘア、ミニスカートにベルボトム、ビーズが好き、リプトンのジュリー・バーンズ役はファッションアイコン、そして時のヒッピーガールとなった。

## 歌手として
歌手としての成功にも恵まれ、ビルボードチャートにシングル3曲がランクインした：「ストーニィ・エンド」（1968年にホット100の下の121位にランクイン、後の1970年にバーブラ・ストライザンドの歌唱でヒット）、そして「Lu」（1970年）。両曲ともローラ・ニーロにより書かれた曲である。「Wear Your Love Like Heaven」（1970年）はドノヴァンにより書かれた。「ストーニィ・エンド」は1968年発売のアルバム『ペギー・リプトン』（オード・レコード）に収録されており、他のシングル曲と以前の未発表曲（全19曲）と共にリアルゴーン・ミュージックより2014年7月29日にCD化、発売された。リプトンは、フランク・シナトラの1984年のヒット曲『L.A. Is My Lady』の共同作曲家の一人として載っている。アルバムの制作費はリプトン曰く15万ドル。これは新人歌手の制作費としては破格と言える。因にキャロル・キングのアルバム『つづれおり』（1971年）の制作費は僅か1,5000ドル、ザ・シティの『夢語り』はさらに低予算だったと思われる。
アルバム『ペギー・リプトン』には彼女の作詞作曲作品の他、キャロル・キング、ローラ・ニーロらの作品が収録された。

## 結婚と家庭
1974年、ミュージシャンで音楽プロデューサーであるクインシー・ジョーンズとの結婚後、リプトンは家庭に専念するために女優業を休止した。二人の間には2人の娘、ラシダ・ジョーンズとキダーダ・ジョーンズがおり、いずれも女優である。
リプトンは、異人種婚により一緒に旅行に行くと、時に問題が起こったことについて述べている。リプトンは1986年にジョーンズと別居後、こう語った。
| 「 | “素晴らしい結婚生活だったけど、もう終わり。演技をすることは私が一番よく知っていること。私は本当にとっても子供が欲しくて、両立することができないって分かっていたの。” | 」 |

1990年、二人は離婚した。

## 女優業への復帰
1988年、リプトンは女優業に復帰した。人気のテレビシリーズ、『ツイン・ピークス』（1990年 - 1991年）でノーマ・ジェニングスとして演技をアピールした。以来、『Crash and Popular』での定期出演など、多数のテレビ・ショーに出演している。

## 私生活
リプトンのモデルとしてのキャリアと『モッズ特捜隊』での瞬く間の成功で、ポール・マッカートニー、テランス・スタンプ、その弟のクリス、キース・ムーン、エルビス・プレスリー他、多くの有名人の関心を集めた。60年代後半から70年代初めにはアルコール依存や虐待、または既婚男性ばかりと関係を持っていた。この時期、彼女も薬物を使用していた。リプトンはデイヴィッド・ダルトンとココ・ダルトン共作である回想録、『Breathing Out』（2005年）で当時のことを語っている。2004年に結腸癌を患い、その治療をしたことも明らかにした。2003年に交際を開始したニューヨーク州監査官のチーフ、ジャック・シャルティエはリプトンに9万ドルまで年金基金を内密に送金して、リプトンの賃貸費用と医療費の手助けをした。リプトンの娘のひとりが、別で44,000ドルの年金基金を投機的事業に投資した。
がんと闘病の末、2019年5月11日死去。72歳没。

## フィルモグラフィー
- 『Mosby's Marauders』（1967年）- オラリー・プレンティス
- 『ブルー』（1968年）- ローリー・クラマー
- 『A Boy...a Girl』 （1969年）
- 『ウォー・パーティ』（1988年）- TV担当
- 『ゴールデン・ヒーロー 最後の聖戦』（1988年）- クレジット無し
- 『Purple People Eater』 （1988年）- ママ
- 『禁じ手』 （1989年）- キャサリン・クロウ
- 『Fatal Charm』 （1990年）- ジェーン・シムズ
- 『トゥルー・アイデンティティー』（1991年）- リタ
- 『ツイン・ピークス：ローラ・パーマー最期の7日間』（1992年）- ノーマ・ジェニングス
- 『ポストマン』（1997年） - エレン・マーチ
- 『モッド・ スクワッド』（1999年） - ジュリー・バーンズの叔母
- 『インターン』（2000年）- ロクサーヌ・ロシェ
- 『誘惑の接吻』（2000年）- ローラベル・ピアース
- 『みんな私に恋をする』（2010年）- ベスの母親、プリシラ・マーティン
- 『僕のワンダフル・ライフ』（2017年）-大人になったハンナ

## テレビ出演
- 『ミスター・ノヴァック』（1965年）- セルマ（"And Then I Wrote ..."）
- 『ジョン・フォーサイス・ショー』（1965年）- ジョアンナ
- 『アルフレッド・ヒッチコック・アワー』（1965年）- ナース・ウィンターズ（”Night Fever”）
- 『バージニアン』（1966年）- ダルシー・コルビー
- 『モッズ特捜隊』（1968-1973年）- ジュリー・バーンズ
- 『Return of the Mod Squad』（1979年）- ジュリー・バーンズ
- 『私の彼は結婚詐欺師』（1988年）- アシスタントDA
- 『ツイン・ピークス』（1990-1991年、2017年）- ノーマ・ジェニングス
- 『Secrets』（1992年）- オリビア・オーエンス
- 『Dangerous：The Short Films』（1993年）- 母親
- 『Angel Falls』（1993年）- ハドリー・ラーソン
- 『ウィングス』（1994年）- ミス・ローラ・ジェンキンス[19]
- 『The Spider And The Fly』（1994年）- ヘレン・ストラウド
- 『Deadly Vows』（1994年）- ナンシー・ウィルソン
- 『Justice For Annie: A Moment Of Truth Movie』（1996年）- キャロル・ミルズ
- 『The '70s』（2000年）- グロリア・スタイネム
- 『Jackpot』（2001年）- ジャニス
- 『エイリアス』（2004年）- オリビア・リード
- 『ルールズ・オブ・エンゲージメント』（2007年）- アダムのママ、フェイ
- 『クラッシュ』（2009年）- スージー
- 『ハウス・オブ・ライズ』（2012年）- フェーベ・ヴァン・デア・フーベン("Prologue and Aftermath")
- 『サイク』（2013年）- スカーレット・ジョーンズ（『1967: A Psych Odyssey』）